# Love Is (Eric-Burdon-and-the-Animals-Album)
Love Is ist ein Studioalbum von Eric Burdon and the Animals, das 1968 als Doppel-LP sowohl in den USA als auch in Europa erschien. Es war das letzte Album, bevor sich diese zweite Formation der Animals (New Animals) 1969 auch wieder auflöste. Das Album war das einzige, bei dem Andy Summers, der später Gitarrist bei The Police wurde, als Mitglied der Band im Studio Aufnahmen machte. Er ist mit einem mehr als 4-minütigen Gitarrensolo auf der Aufnahme des Traffic-Stücks Colored Rain zu hören.

## Titel
Seite 1
- River Deep, Mountain High (Phil Spector, Jeff Barry, Ellie Greenwich) – 7:23
- I’m an Animal (Sylvester Stewart) – 5:34
- I’m Dying (Or Am I?) (Eric Burdon) – 4:28

Seite 2
- Ring of Fire (June Carter, Merle Kilgore) – 4:58
- Colored Rain (Steve Winwood, Jim Capaldi, Chris Wood) – 9:38

Seite 3
- To Love Somebody (Barry Gibb, Robin Gibb) – 6:55
- As the Years Go Passing By (Deadric Malone) – 10:13

Seite 4
- Gemini (Steve Hammond) – 10:45
- Madman (Zoot Money, Andy Summers) – 8:00